# TW Hydrae
TW Hydrae är en ensam stjärna belägen i den södra delen av stjärnbilden Vattenormen. Den har en skenbar magnitud av ca 11,27 och kräver ett teleskop för att kunna observeras. Baserat på parallax enligt Gaia Data Release  på ca 16,64 mas beräknas den befinna sig på ett avstånd av ca 196 ljusår (ca 60 parsec) från solen. Den rör sig bort från solen med en heliocentrisk radialhastighet av ca 13 km/s. TW Hydrae åtföljs av ett tjugotal andra lågmassastjärnor med liknande ålder och egenrörelser, som ingår i "TW Hydrae-föreningen" eller TWA, en av de närmaste regionerna till solen med den senaste "fossila" stjärnbildningen. 

## Egenskaper

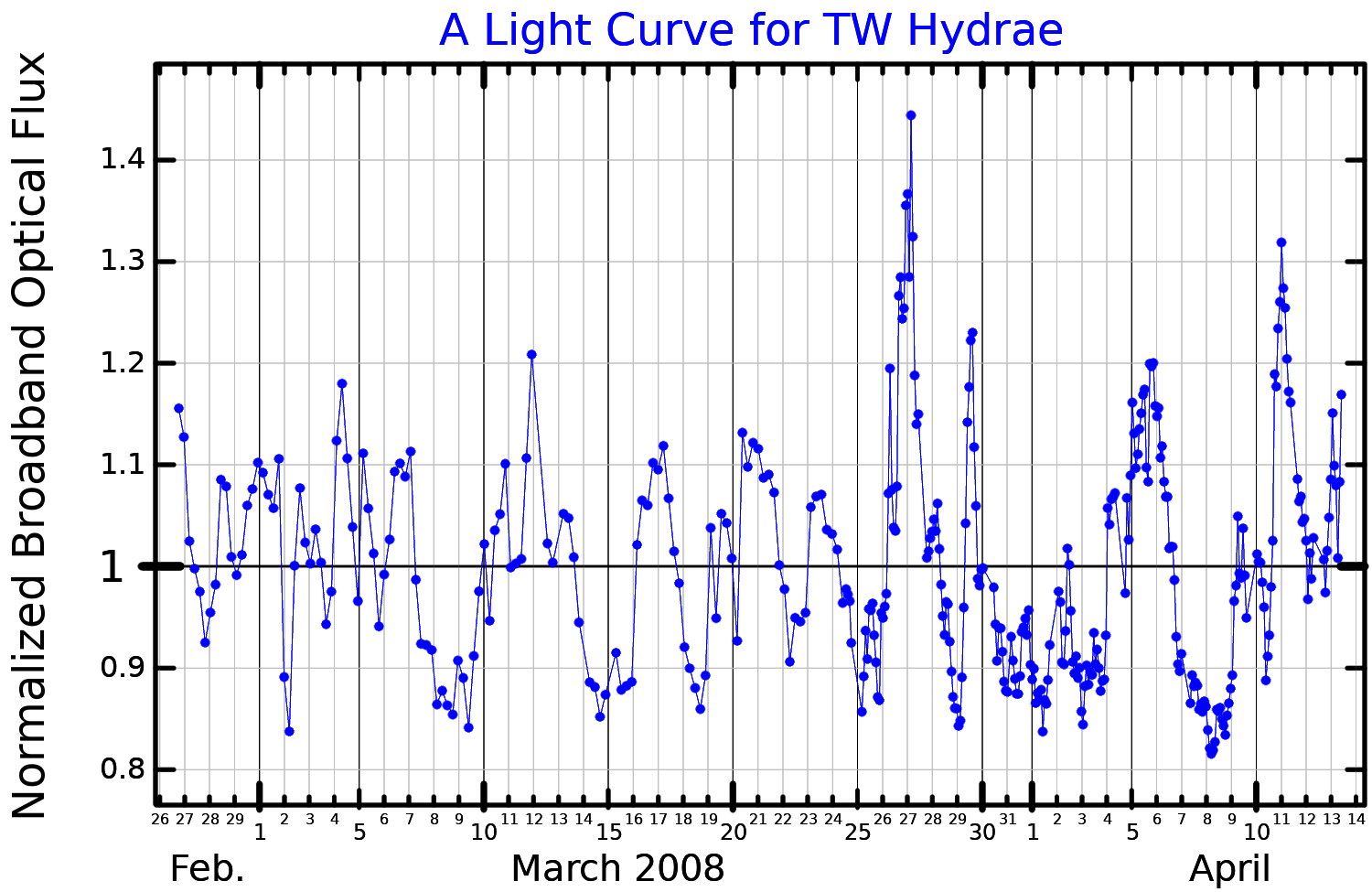
Ljuskurva i optiska bredbandet för TW Hydrae, anpassat från MOST mikrosatellitdata publicerad av Rucinski et al.(2008))

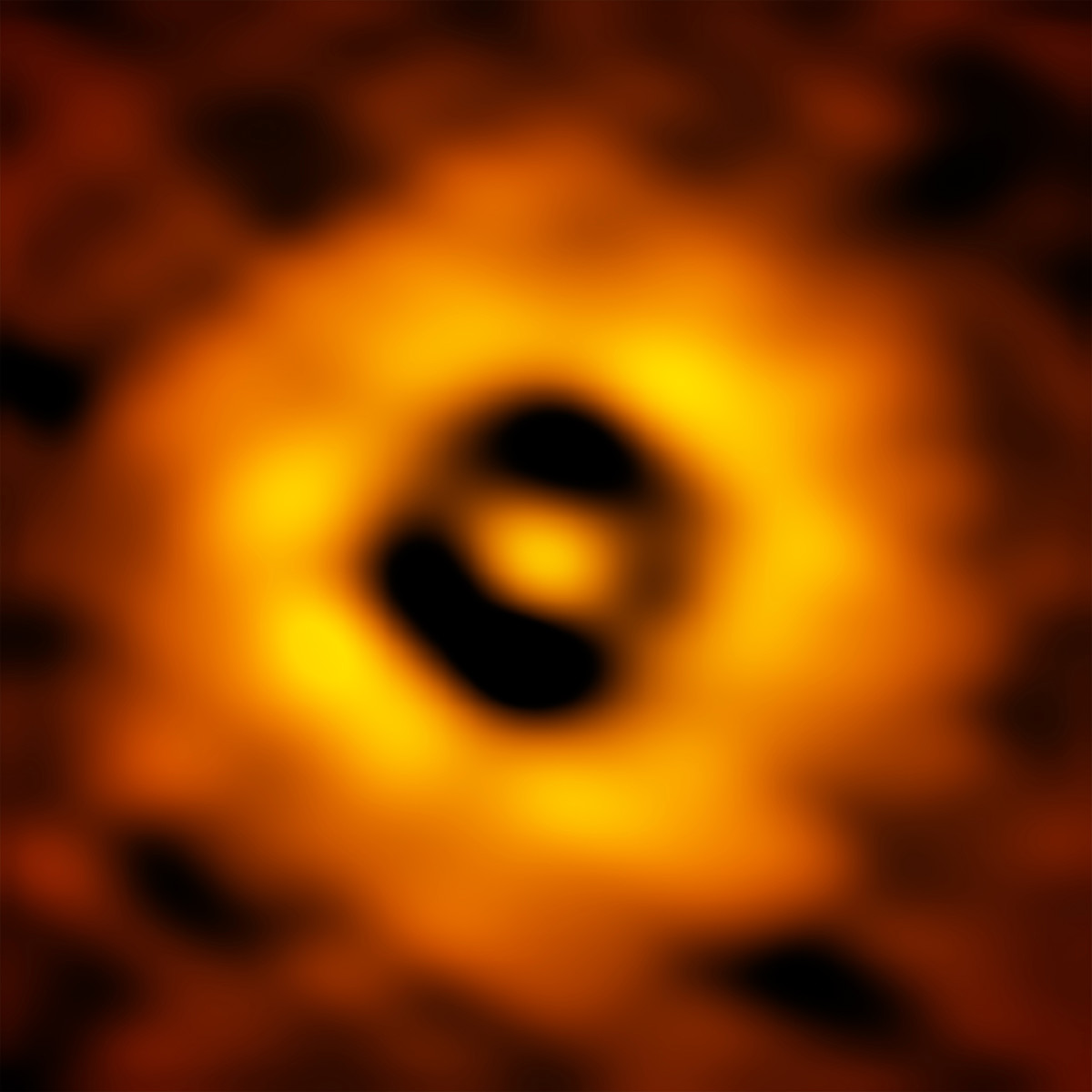
Inre regionen av TW Hydrae protoplanära skiva. Foto: S. Andrews, B. Saxton, ALMA

TW Hydrae är en orange till gul stjärna i huvudserien av  spektralklass K6, som omges av en protoplanetär skiva av stoft och gas. Den har en massa av ca 0,8 solmassor, en radie av ca 1,1 solradier och utsänder energi från dess fotosfär motsvarande ca 0,28 gånger solen vid en effektiv temperatur av ca 4 000 K. Luminositeten baseras på L=4πR2Teff4, där
L är ljusstyrkan, R är radien, Teff är den effektiva yttemperaturen och σ är Stefan–Boltzmanns konstant.

## Planetsystem
Stjärnan är känd för att vara värd för en trolig exoplanet,TW Hydrae b. År 2016 hittade ALMA bevis på att en möjlig Neptunusliknande planet höll på att bildas i dess skiva, på ett avstånd av cirka 22 AE.
| Planet         | Massa    | Halv storaxel (AE) | Siderisk omloppstid (d) | Excentricitet | Inklination | Radie      |
| -------------- | -------- | ------------------ | ----------------------- | ------------- | ----------- | ---------- |
| b (obekräftad) | 23,72 M🜨 | 22                 | -                       | -             | -           | ca 4,25 R🜨 |
| c (obekräftad) | 4 M🜨     | 42                 | -                       | -             | -           | -          |

## Protoplanetär skiva
Stjärnan verkar samla materia från en protoplanetär skiva av stoft och gas, vilken har lösts upp i bilder från ALMA-observatoriet. År 2024 visade observationer med ALMA ett utflöde av svavelmonoxid från en inbäddad protoplanet. Positionen för den ljusaste emissionen sammanfaller med ett planetutskuret stoftgap vid 42 AE. Tidigare var detta gap förknippat med bildandet av en superjord och modellering av utflödeshastigheten, forskarna uppskattar en massa på cirka 4 jordmassor. Massansamlingen av denna inbäddade protoplanet är avgränsad till 3 x 10−7 till 10−5 jupitermassa/år.
År 2016 upptäcktes metanol, en av byggstenarna för liv, i stjärnans protoplanetariska skiva.